# Santa María Ostuma
Santa María Ostuma est une municipalité du département de La Paz au Salvador.